# Halloy, Oise
Halloy är en kommun i departementet Oise i regionen Hauts-de-France i norra Frankrike. Kommunen ligger i kantonen Grandvilliers som tillhör arrondissementet Beauvais. År 2022 hade Halloy 439 invånare.

## Befolkningsutveckling
Antalet invånare i kommunen Halloy
| Referens: INSEE |